# موجارة خيطية
موجارة خيطية (الاسم العلمي: Gerres filamentosus) (بالإنجليزية: Whipfin silver-biddy)‏ هي نوع من الأسماك تتبع جنس الموجارة من فصيلة الموجارات.